# Wiesław Brągoszewski
Wiesław Henryk Brągoszewski (ur. 19 stycznia 1938 w Częstochowie, zm. 12 października 2020 tamże) – polski inżynier, w latach 1987–1990 prezydent Częstochowy.

## Życiorys
Syn Witolda i Marii. Absolwent Politechniki Częstochowskiej z 1967 roku, z wykształcenia inżynier energetyk. Ukończył studia podyplomowe z organizacji i zarządzania na Uniwersytecie Warszawskim. Pracował zawodowo kolejno w biurze projektowym Zjednoczenia Kopalnictwa Rud Żelaza (1955–1964), następnie do 1977 roku był głównym energetykiem w Fabryce Urządzeń Mechanicznych Wykromet. Równolegle w latach 1976–1977 przewodniczył radzie nadzorczej Częstochowskiej Spółdzielni Mieszkaniowej Nasza Praca, a od 1978 roku był prezesem jej zarządu.
W 1987 roku został prezydentem Częstochowy z ramienia Polskiej Zjednoczonej Partii Robotniczej i był nim do roku 1990. Krótko po objęciu urzędu podpisał umowę partnerską z włoskim miastem pielgrzymkowym Loreto. W 1991 r. został prezesem Spółdzielni Mieszkaniowej Północ, a w 2007 roku członkiem rady nadzorczej Śródmiejskiej Spółdzielni Mieszkaniowej. W połowie pierwszej dekady XXI w. zakończył urzędowanie na stanowisku prezesa SM Północ. W 2005 r. został także wiceprezesem zarządu Stowarzyszenia Pomocy w Zapobieganiu i Leczeniu Chorób Serca "Twoje Serce". Był również wieloletnim członkiem zarząd i krótko pełniącym obowiązki przewodniczącego zarządu Towarzystwa Przyjaciół Częstochowy.
Był żonaty, miał córkę. Został pochowany na Cmentarzu Kule w Częstochowie.

## Odznaczenia[3]
- Złoty Krzyż Zasługi
- Krzyż Kawalerski Orderu Odrodzenia Polski
- Krzyż Oficerski Orderu Odrodzenia Polski (2004)[8]